# Brian Heffron
Brian Heffron (18 de mayo de 1973) es un luchador profesional y actor estadounidense, más conocido por sus apariciones en Extreme Championship Wrestling y World Wrestling Federation bajo los nombres artísticos The Blue Meanie y Da Blue Guy.

## Carrera

### Carrera anterior
Heffron empezó a pelear en Midwest en el programa de Al Snow "Bodyslammers Pro Wrestling Gym" en Lima, Ohio en marzo de 1994. Continuó luchando en varias promociones independientes hasta 1996.

### Extreme Championship Wrestling (1995-1998)
Heffron conoció a Raven y Stevie Richards en un show de Steel City Wrestling, quienes le propusieron ser compañero de Richards en Extreme Championship Wrestling. Brian cambió su nombre a The Blue Meanie, un nombre tomado del villano de la película de animación de 1968 Yellow Submarine y comenzó a usar atuendo azul, con media camiseta y con tinte de pelo y maquillaje del mismo color. Meanie debutó en November To Remember, donde asistió a Richards en su combate contra Pablo Marquez. Poco más tarde, se reveló como un miembro del stable The Flock, un grupo de secueces de Raven. Actuando al mismo tiempo como tag team, Meanie y Stevie Richards comenzaron a parodiar a luchadores de World Championship Wrestling y World Wrestling Federation, normalmente para burlarse de los oponentes de Raven. Una de sus parodias más famosas fue la de Bluedust, un personaje basado en el de Goldust, con el que Heffron se enfrentó a The Sandman cuando éste se hallaba en un feudo con Raven.
Más tarde, Super Nova se unió al equipo de Meanie y Richards y comenzaron a hacer parodias de grupos musicales como Jackson 5 y Kiss. Sin embargo, el trío abandonó The Flock tras un tiempo y, con Bucci y Richards solicitando permiso a Paul Heyman para parodiar la New World Order, crearon el equipo Blue World Order. En ella, Nova parodió a Hollywood Hogan, cambiando su nombre a "Hollywood Nova"; Richards se autoproclamó "Big Stevie Cool", en parodia al apodo de Kevin Nash, "Big Daddy Cool"; y Meanie fue llamado Da Blue Guy, una parodia del apodo de Scott Hall, "Da Bad Guy". Otros miembros fueron añadidos y separados del grupo entre 1996 y 1997, hasta que el equipo se separó completamente. Tras ello, Nova y Meanie continuaron haciendo equipo hasta varios meses después, derrotando en Wrestlepalooza a Little Guido & Tracy Smothers, y en November to Remember a Danny Doring & Amish Roadkill. Además, Meanie y Nova hicieron una aparición en Steel City Wrestling, ganando de nuevo los Campeonatos en Parejas de la SCW. Poco después, Meanie abandonó ECW.

### World Wrestling Federation (1998-1999)
Heffron hizo su debut en World Wrestling Federation el 22 de noviembre de 1998, en Sunday Night Heat. Tras ello formó parte del grupo J.O.B. Squad, dirigido por Al Snow. Durante un combate de Snow en el que Meanie se hallaba de comentarista, Goldust llegó y robó la cabeza de maniquí de Snow, "Head". Como venganza, Blue Meanie retomó un viejo personaje de ECW y cambió su nombre de nuevo a Bluedust, parodiando a Goldust e interfiriendo en sus combates. En uno de ellos, la intervención dio a Gillberg su primera victoria. Goldust y Bluedust intercambiaron guerra psicológica hasta que se programó un combate entre ellos en St. Valentine's Day Massacre, el cual fue ganando por Goldust. Después de ello, Blue Meanie se convirtió en el aprendiz de Goldust, sirviendo de mánager y compitiendo por su atención con la otra acompañante de Goldust, Ryan Shamrock.
Después de que Goldust se deshiciese de ambos, Heffron fue transferido al territorio de desarrollo Memphis Championship Wrestling. Allí, Blue Meanie participó en un Loser Leaves Town Match contra K-Krush, en el que Meanie perdió. Tras ello, fue liberado de su contrato.

### Retorno a Extreme Championship Wrestling (2000)
Bajo el nombre de Blue Boy, Heffron fue de nuevo contratado por ECW en 2000, después de haber perdido una considerable cantidad de peso. Durante su estancia, Blue generalmente filmando promos en los que aparecía con Jasmin St. Claire, la cual estaba en la ducha o con bikinis. Con una derrota ante Balls Mahoney como único combate televisado, Blue Boy volvió a dejar la empresa.

### Circuito independiente (2002-2005)
Heffron apareció en Hardcore Homecoming enfrentándose a Tracy Smothers, perdiendo después de una intervención de John T. Smith, y también apareció con Raven durante el combate de éste contra Sandman.

### World Wrestling Entertainment (2005)
Heffron volvió a aparecer en la WWE en el evento ECW One Night Stand el 12 de junio de 2005. Durante el evento, Meanie y el resto de Blue World Order interfirieron en el combate entre Dudley Boyz (Bubba Ray & D-Von) y Tommy Dreamer & The Sandman, participando después en una lucha masiva entre los luchadores de la ECW y la WWE. Durante la misma, fue atacado de forma real por John Bradshaw Layfield hasta hacerle sangrar.
Unas semanas después del incidente, durante el tiempo en que Brian anunció en su página web que emprendería acciones legales contra JBL, fue anunciado que se le contrató por un tiempo para reformar la bWo con Richards y Nova. El 7 de julio de 2005, en SmackDown!, Meanie, Nova y Stevie llevaron la limusina de JBL al ring y pintaron con spray azul "bWo" en el capó. Esto condujo a un No Disqualification match entre JBL y Heffron esa misma noche. Heffron ganó después de una sillazo de Stevie Richards, un spinebuster del Campeón Mundial Pesado Batista y un "Meaniesault" de él mismo. Tras eso, bWo retó a The Mexicools a un combate en The Great American Bash, derrotando a un equipo jobber en Velocity días antes como preparación al evento. Durante el mismo, Mexicools derrotó a bWo. Poco más tarde, finalizó el contrato de Heffron.

### Circuito independiente (2005-presente)

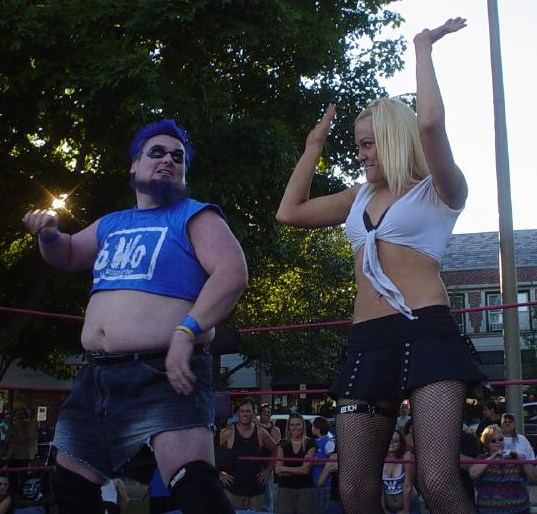
The Blue Meanie y Velvet Sky en un circuito independiente en 2005.

Tras su salida de la WWE, Heffron comenzó a trabajar en diversas empresas independientes. En One Pro Wrestling, Blue Meanie reformó el J.O.B. Squad con Al Snow, enfrentándose a Southern Confort (Chris Hamrick & Tracy Smothers).
En abril de 2006, Heffron anunció en su blog que se le había diagnosticado un empiema, teniendo que recibir cirugía para subsanarlo.
En 2009, Meanie reformó la bWo con Super Nova en One Pro Wrestling para enfrentarse a Project Ego (Kris Travis & Martin Kirby) por los Campeonatos por Parejas, perdiendo. Tras un tiempo, Nova y Blue Meanie aparecieron en una reunión de antiguos luchadores de la ECW en Legends Of The Arena, derrotando a The FBI (Little Guido & Sal E. Graziano).
Posteriormente, Meanie formó un equipo con Kid America llamado The Red, White and BLUE Express, compitiendo en Tri-State Wrestling Alliance. También apareció en National Wrestling Superstars, haciendo equipo con Kishi para derrotar a Reality Check (Danny Demanto & Kevin Matthews).

## En lucha
- Movimientos de firma
  - Diving splash[9]
  - Meaniesault[1][2] (Moonsault, a veces derivado en headbutt drop)[3]
  - People's Leg Drop[1] (Running delayed leg drop con burlas)
  - Snap DDT

- Movimientos de firma
  - Body avalanche
  - Body slam
  - Dropkick
  - Five Knuckles Shuffle[9] (Running fist drop con burlas)[10] - 2009; parodiado de John Cena
  - Hip toss
  - Jumping bulldog
  - Lifting inverted atomic drop
  - Neckbreaker slam
  - Running clothesline
  - Short-arm clothesline
  - Sidewalk slam
  - Stunner
  - Indian deathlock con burlas
  - Vertical suplex

- Managers
  - Raven
  - Jasmin St. Claire

## Campeonatos y logros
- Allied Powers Wrestling Federation
  - APWF Heavyweight Championship (1 vez)

- Cleveland All-Pro Wrestling
  - CAPW Heavyweight Championship (1 vez)[11]

- Memphis Championship Wrestling
  - MCW Southern Tag Team Championship (1 vez) – con Jim Neidhart

- NWA New Jersey
  - NWA New Jersey Light Heavyweight Championship (1 vez)

- Steel City Wrestling
  - SCW Tag Team Championship (3 veces) – con Stevie Richards (1), Super Nova (1), y Cactus Jack (1)
  - SCW Television Championship (1 vez)

- Ultimate Pro Wrestling
  - UPW Internet Championship (1 vez)

- Pro Wrestling Illustrated
  - Situado en el Nº434 en los PWI 500 de 1995[12]
  - Situado en el Nº256 en los PWI 500 de 1996[13]
  - Situado en el Nº234 en los PWI 500 de 1997[14]
  - Situado en el Nº216 en los PWI 500 de 1998[15]
  - Situado en el Nº205 en los PWI 500 de 1999[16]
  - Situado en el Nº192 en los PWI 500 de 2000[17]
  - Situado en el Nº161 en los PWI 500 de 2001[18]
  - Situado en el Nº143 en los PWI 500 de 2002[19]
  - Situado en el Nº247 en los PWI 500 de 2003[20]
  - Situado en el Nº234 en los PWI 500 de 2004[21]
  - Situado en el Nº227 en los PWI 500 de 2005[22]
  - Situado en el Nº500 dentro de los 500 mejores luchadores de la historia - PWI Years, 2003[23]